# Sân bay quốc tế Ixtapa-Zihuatanejo
Sân bay quốc tế Ixtapa-Zihuatanejo (IATA: ZIH, ICAO: MMZH) là một sân bay ở bang Guerrero bên bờ Thái Bình Dương, ở México. Ở đây có các khu nghỉ mát và các bãi biển. Sân bay này kết nối các thành phố Ixtapa và Zihuatanejo.

## Các hãng hàng không và các tuyến điểm

### Các tuyến nội địa
- Aeroméxico (Mexico City)
  - Aeroméxico Connect (Mexico City)
- Interjet (Toluca)
- Magnicharters (Mexico City, Monterrey)
- Mexicana (Mexico City)
  - Click Mexicana (Mexico City)
- Viva Aerobus (Monterrey)

### International Services
- Air Canada (Montreal [bắt đầu ngày 9 tháng 12 năm 2008], Vancouver)
- Air Transat (Montreal)
- Alaska Airlines (Los Angeles)
- American Airlines (Dallas/Fort Worth)
- Continental Airlines (Houston-Intercontinental) [theo mùa]
  - Continental Express operated by ExpressJet Airlines (Houston-Intercontinental)
- Northwest Airlines (Detroit, Minneapolis/St. Paul) [theo mùa]
- Ryan International Airlines (Milwaukee) [thuê bao theo mùa]
- Skyservice (Toronto-Pearson, Winnipeg)
- Sun Country Airlines (Minneapolis/St. Paul) [theo mùa]
- Sunwing Airlines (Toronto-Pearson) [thuê bao theo mùa]
- United Airlines
  - Ted operated by United Airlines (Denver, Los Angeles)
- USA3000 Airlines (Chicago-O'Hare, Detroit)
- US Airways (Phoenix)